# Delosperma oehleri
Delosperma oehleri är en isörtsväxtart som först beskrevs av Adolf Engler, och fick sitt nu gällande namn av Herre. Delosperma oehleri ingår i släktet Delosperma, och familjen isörtsväxter. Inga underarter finns listade i Catalogue of Life.